# Rivière Mailloux
Pour les articles homonymes, voir Mailloux.
La rivière Mailloux est un affluent de la rive nord du fleuve Saint-Laurent, dans la municipalité de La Malbaie, dans le municipalité régionale de comté (MRC) de Charlevoix-Est, dans la région administrative de la Capitale-Nationale, dans la province de Québec, au Canada.
La partie sud de cette petite vallée est accessible par le chemin du Golf et le boulevard de Comporté qui longe sud de la rivière, ainsi que par le chemin du rang Saint-Charles. Les principales activités économiques de cette vallée sont reliés à l'économie urbaine et particulièrement à l'hébergement touristiques. L'agriculture et la foresterie caractérise la partie supérieure de cette vallée.
La surface de la rivière Mailloux est généralement gelée du début de décembre jusqu'à la fin de mars ; toutefois la circulation sécuritaire sur la glace se fait généralement de la mi-décembre à la mi-mars. Le niveau de l'eau de la rivière varie selon les saisons et les précipitations ; la crue printanière survient en mars ou avril.

## Géographie
La rivière Mailloux prend sa source d'un petit lac forestier situé du côté nord-est du chemin du rang Saint-Joseph, en zone agricole et forestière. Ce petit lac est situé à :
- 0,9 km au nord-ouest du sommet d'une montagne (altitude : 460 m) ;
- 1,6 km au sud-est du centre du village de Sainte-Agnès ;
- 3,2 km au sud-est de la route 138 ;
- 4,9 km au sud du centre-ville de Clermont ;
- 7,9 km à l'ouest de La Malbaie sur la rive nord-ouest du fleuve Saint-Laurent[1].

À partir de cette source, le cours de la rivière Mailloux descend sur 9,5 km, avec une dénivellation de 366 m, selon les segments suivants :
- 3,1 km vers le nord-est en zone forestière en courbant vers l'est pour traverser une zone agricole, jusqu'au chemin du rang Saint-Charles ;
- 1,2 km vers le nord-est en zone agricole et forestière, jusqu'à un ruisseau (venant de l'ouest) ;
- 5,2 km vers l'est en longeant le chemin Mailloux, en recueillant deux ruisseaux (venant du sud-ouest) et un ruisseau (venant de l'ouest), en passant du côté nord du centre du hameau Rivière-Mailloux et en coupant la route 362 (boulevard de Comporté) en fin de segment, jusqu’à son embouchure[1].

La rivière Mailloux se déverse sur la rive ouest de La Malbaie située sur la rive nord-ouest du fleuve Saint-Laurent, au cœur du village de La Malbaie. Cette embouchure est située à :
- 1,35 km au sud-est du pont enjambant la rivière Malbaie au centre-ville de La Malbaie ;
- 1,8 km au nord-ouest du centre du hameau de Pointe-au-Pic ;
- 2,9 km au nord-ouest du manoir Richelieu.

## Toponymie
Le terme Mailloux constitue un patronyme de famille d'origine française.
Le toponyme rivière Mailloux a été officialisé le 5 décembre 1968 à la Banque des noms de lieux de la Commission de toponymie du Québec.